# American Basketball League 1940-1941
La stagione 1940-1941 della American Basketball League fu la 14ª nella storia della lega. Vinsero il titolo i Philadelphia Sphas, al quinto successo della loro storia.

## Classifiche

### Prima fase
|    | Classifica prima fase 1940-1941 | V | P |
| -- | ------------------------------- | - | - |
| 1. | Philadelphia Sphas              | 9 | 7 |
| 2. | Washington Brewers              | 8 | 7 |
| 3. | Troy Haymakers/Brooklyn Celtics | 6 | 6 |
| 4. | New York Jewels                 | 6 | 6 |
| 5. | Baltimore Clippers              | 5 | 8 |

### Seconda fase
|    | Classifica seconda fase 1940-1941 | V | P |
| -- | --------------------------------- | - | - |
| 1. | Brooklyn Celtics                  | 9 | 7 |
| 2. | New York Jewels                   | 8 | 7 |
| 3. | Washington Brewers                | 6 | 6 |
| 4. | Philadelphia Sphas                | 6 | 6 |
| 5. | Baltimore Clippers                | 5 | 8 |

## Finale
| Squadra 1          | Totale | Squadra 2        | Gara 1 | Gara 2 | Gara 3 | Gara 4 | Gara 5 |
| ------------------ | ------ | ---------------- | ------ | ------ | ------ | ------ | ------ |
| Philadelphia Sphas | 3-1    | Brooklyn Celtics | 48-38  | 26-40  | 50-43  | 30-29  |        |